# Dactylotinda saegeri
Dactylotinda saegeri är en tvåvingeart som beskrevs av Lindner 1965. Dactylotinda saegeri ingår i släktet Dactylotinda och familjen vapenflugor. Inga underarter finns listade i Catalogue of Life.